# 經典物理術語
這一篇詞彙收集了經典物理內所有最常用的術語，並且簡單地表述了它們的定義。

## 术语列表

### A
- 安培定律（Ampère's law）- 表述電流與其所產生磁場的關係的定律。

### B
- 半經典力學（Semiclassical）- 綜合經典力學和量子力學的一種概算方法。
- 波（Wave）- 振動傳遞的現象，也可以傳遞能量。
- 波茲曼常數（Boltzmann constant）- 關於溫度及能量的一個物理常數。

### C
- 磁場（Magnetic field）- 因磁鐵或電流而在周圍產生的向量場，移動的電荷會感受到它的磁力。

### D
- 地磁場學（Geomagnetism）- 研究地球的磁場的一門學問。
- 電動勢（Electromotive force）- 非靜電力做功與電荷量的比值。
- 電流（Electric current）- 電荷的定向移動。
- 電阻（Electrical resistance）- 表述物質中阻碍電荷流動的物理量。
- 動量（Momentum）- 質量與速度的乘積。
- 動能（Kinetic energy）- 一個物體因為運動所擁有的能量。

### F
- 分子（Molecule）- 能單獨存在，並保持純物質的化學性質的最小粒子。

### G
- 功（Work）- 物體受力作用，經過一段距離後所使用的能量。
- 共振（Resonance）- 一個物理系統在特定頻率下，以最大振幅做振動的情況。
- 慣性（Inertia）- 物體保持原本運動狀態的性質。
- 光（Light）- 光是電磁波的一種，可以被人眼看得見的。

### H
- 哈密頓力學（Hamiltonian mechanics）- 物理學家哈密頓於1833年建立，由拉格朗日力學演變而來，是古典力學的新式表述。
- 宏觀（Macroscopic）- 一種特質，用來描述那些可以被肉眼測量與觀察的物體。
- 混沌理論（Chaos theory）- 在數學和物理學中，研究非線性系統表現出的混沌現象的理論。

### J
- 加速度（Acceleration）- 速度隨時間的導數。
- 經典力學（Classical mechanics）- 以牛頓運動定律作為基礎，在宏觀世界和低速狀態下研究物體運動的基要學術。
- 晶體（Crystal）– 原子、離子或分子，按照一定的周期性，形成具有一定规则的，幾何外形的固體。
- 決定論（Determinism）- 一切世界的運動都是由確定的規律决定的；知道了原因以後就一定能知道结果。
- 焦耳定律（Joule's law）- 表述導體內傳導電流將電能轉換為熱能的定律。

### K
- 庫侖定律（Coulomb's Law）- 兩個靜止點電荷之間的相互作用力的定律。

### L
- 拉格朗日量（Lagrangian）- 描述一個系統的運動方程式的函數。
- 拉格朗日力學（Lagrangian mechanics）- 由拉格朗日在1788年建立，是對經典力學的一種的新的數學表述。
- 理想氣體（Ideal gas）- 一種假想的氣体；具有分子間無作用力，分子本身不占有體積的特性。
- 力（Force）- 物體與物體之間的相互作用。
- 量子力學（Quantum mechanics）- 描寫微觀物質的一個物理學理論。

### M
- 馬克士威方程組（Maxwell's equations）- 馬克士威建立的描述電磁場的四個基本方程式。

### N
- 能量（Energy）- 表述一個物理系統做功的能力的物理量。
- 牛頓運動定律（Newton's laws of motion）- 艾薩克·牛頓提出了物理學的三個運動定律的總稱，被譽為是經典物理學的基礎。
- 牛頓力學（Newtonian mechanics）- 用牛頓運動定律對經典力學的表述。

### O
- 歐姆定律（Ohm's law）- 在導體中，描述電流與電壓的關係的定律。

### R
- 熱力學（Thermodynamics）- 研究功與熱之間能量轉換的學術。
- 熱力學溫標（Thermodynamic temperature scale）- 热力学温标或称绝对温标、絕對溫度，是國際單位制中的溫度單位系統。本溫標由愛爾蘭第一代开尔文男爵發明，其單位的命名依發明者頭銜為Kelvins，符號是K，但不加「°」來表示溫度。

### S
- 勢能（Potential energy）- 一個物理系統儲藏的能量。
- 速度（Velocity）- 位置隨時間的導數。

### T
- 彈性碰撞（Elastic collision）– 動能保持不變的碰撞。
- 統計力學（Statistical mechanics）- 研究大量粒子（原子、分子）集合的宏觀運動規律的科學。

### W
- 萬有引力（Gravity） - 具有质量的物体之间相互作用的力。
- 溫度（Temperature）- 表示物體冷熱程度的物理量。
- 渦電流（Eddy current）- 因為電磁感應效應所產生的一個在導體內循環的電流。

### X
- X射線（X-ray）- 可以用於醫學成像診斷的一種電磁輻射。

### Y
- 楊氏模量（Young's modulus）- 彈性材料承受正向應力時會產生正向應變，定義為正向應力與正向應變的比值。
- 原子（Atom）- 能區分出化學元素的最小粒子。

### Z
- 質量（Mass）- 表示物質的多少的物理量。
- 紫外災變（Ultraviolet catastrophe）- 計算黑體輻射強度的瑞利-金斯定律，在輻射頻率趨向於無窮大時，錯誤的預測。
- 自然哲学的数学原理（Philosophiae Naturalis Principia Mathematica）- 英國科學家艾薩克·牛頓的代表作，成書於1686年。
- 自由能（Free energy）- 在某一個熱力學過程中，系统內可以轉化為對外做的功之能量。

## 參閱
- 物理学词汇表